# كائنات رخوة

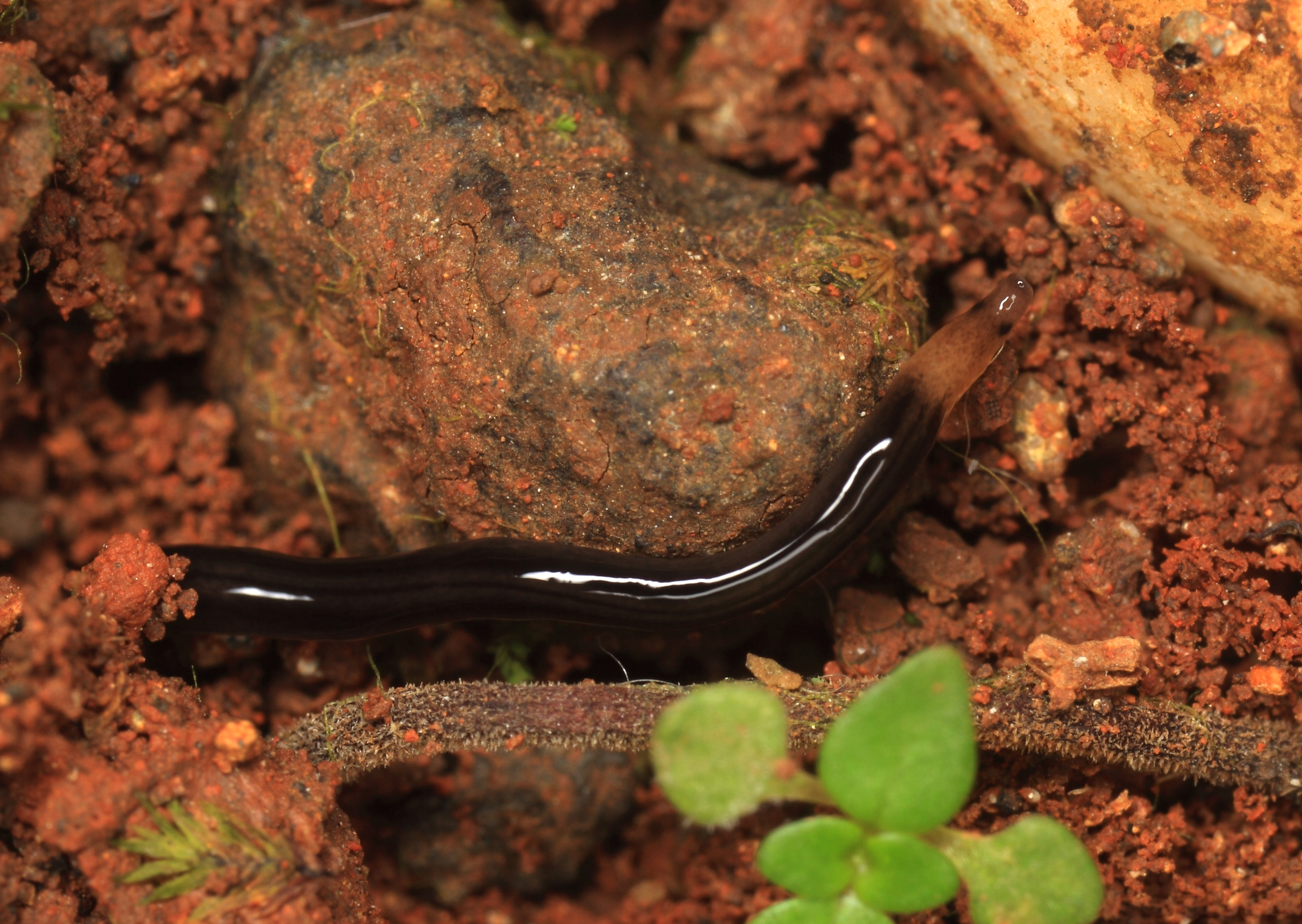
دودة شريطية

الكائنات الرخوة (الرخويَّات) هي الحيوانات التي تفتقر للهياكل العظمية، وهي مجموعة مقابلة تقريبًا لمجموعة الديدان على النحو الذي اقترحه كارل فون لينيه، ويوجد لدى جميع الحيوانات عضلات، وبما أنَّ العضلات يمكنها السحب فقط وليس الدفع، فقد طورت عدد من الحيوانات أجزاءًا صلبة يمكن للعضلات سحبها، وتُسمى عادة الهياكل العظمية، وقد تكون هذه الهياكل العظمية داخلية مثل اللافقاريَّات، أو خارجية مثل المفصليَّات، ومع ذلك فإنَّ عددًا كبيرًا من مجموعات الحيوانات تعمل بشكل جيد جدًا دون الأجزاء الصلبة، وهذا يشمل حيوانات مثل ديدان الأرض وقنديل البحر والديدان الشريطية والحبار ومجموعة متنوعة وهائلة من الحيوانات التي تنتمي لكل المملكة الحيوانية تقريبًا.

## القواسم المشتركة
الكائنات الرخوة بغالبيتها صغيرة الحجم بيد أنها تشكل الغالبية العظمى من الكتلة الحيوية الحيوانية. وإذا كان لنا أن نزن جميع الحيوانات على الأرض ذوات الأجزاء الصلبة مقارنة بالرخوة منها، فإن التقديرات تشير إلى أن الكتلة الحيوية للحيوانات الرخوة ستكون على الأقل ضعف الحيوانات ذات الأجزاء الصلبة وربما أكبر من ذلك بكثير، فعلى سبيل المثال التعداد المهول للديدان الأسطوانية. وقد وصف ناثان كوب، وهو عالم الديدان الخيطية، وجود الديدان الخيطية في كل مكان على الأرض على النحو التالي:
«باختصار، إذا ما أزيلت كل المادة في الكون ما عدا الديدان الخيطية، فإننا سنتعرف على عالمنا بالكاد، وإذا ما تحررت الأرواح من الأجساد، فيمكننا إذن البحث عنها، وعلينا أن نجد جبالها وتلالها ووديانها وأنهارها وبحيراتها ومحيطاتها ممثلة بطبقة رقيقة من الديدان الخيطية. ويمكن التكهن بموقع المدن، حيث إن هناك لكل كتلة من البشر كتلة مماثلة من الديدان الخيطية. وربما تصمد بعض الأشجار في صفوف كالأشباح تمثل شوارعنا والطرق السريعة. وسيظل هناك سعي نحو التكهن بموقع مختلف النباتات والحيوانات إذا ما كان لدينا معرفة كافية، ففي كثير من الحالات يمكن تحديد حتى الأنواع من خلال فحص طفيليات الديدان الخيطية السابقة.»

## التشريح
إنها ليست مجموعة عرقية، فهي كائنات رخوة الجسم تختلف اختلافًا كبيرًا في التشريح. فالكائنات المجوفة والديدان المفلطحة تمتلك  قناة هضمية بفتحة واحدة وجهاز عصبي منتشر. أما الديدان الحلقية والحلقيات والرخويات، وشعبة الحلقيات المتنوعة والحبليات غير الفقارية، فلديها أمعاء أنبوبية مفتوحة من كلتا الناحيتين. في حين أن الغالبية العظمى من الحيوانات الرخوة عادة ليس لديها أي نوع من الهيكل العظمي والبعض الآخر لديها، وذلك أساسًا على شكل بشرة صلبة قاسية (كالديدان الحلقية، دببة الماء) أو هياكل عظمية هيدروستاتيكية (الحلقيات).
عادة ما يقيد افتقار الحيوانات الرخوة إلى هيكل عظمي حجم الجسم على الأرض، ولكن يمكن لبعض النوعيات البحرية أن تنمو إلى أحجام كبيرة جدًا. ومن المرجح أن أثقل جسد من الكائنات الرخوة هو الحبار العملاق، فالحد الأقصى لوزنه يقدر بـ 275 كيلوغرام (606 رطل) للإناث، في حين تصل أحجام حصيرة قنديل أسد البحر بالقطب الشمالي إلى أحجام متقاربة. ويعتقد أيضًا بأن أطول الحيوانات على الإطلاق هو كائن رخوي يصل طوله إلى 55 متر (180 قدم)، وهي دودة رباط الحذاء التي تشبه الخيط، واسمها العلمي لينيوس لونجيسيموس، والتي عُثِر عليها على الشاطئ الاسكتلندي في عام 1864. ومعظم الكائنات الرخوة متناهية الصغر قد تصل إلى الدرجة المجهرية. وتُصنف العديد من الحيوانات على أنها حيوانات أواسط، ويتكون الحيوان الصفيحي الغريب من بضع مئات من الخلايا.

## السجل الأحفوري

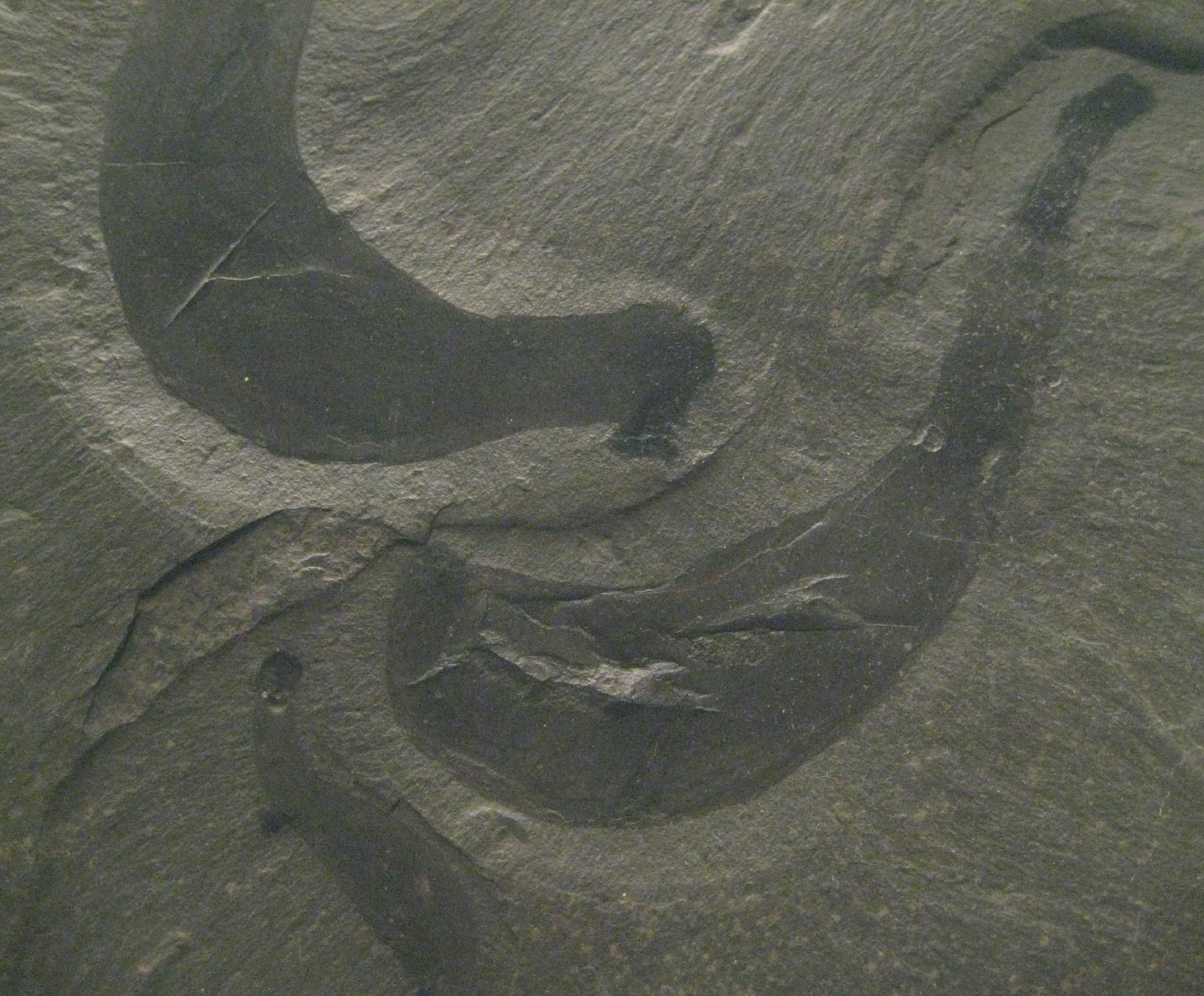
يحفظ موقع بورجيس شال (Burgess shale) الاستثنائي الكائنات الرخوة الشبيهة بالقضيبيات.

تجدر الإشارة إلى أن عدم وجود الأجزاء الصلبة في الكائنات الرخوة يجعلها نادرة للغاية في السجل الأحفوري. ولذلك فالتاريخ التطوري للكثير من الجماعات الرخوة ضئيل المعرفة. وكان أول اكتشاف كبير للحيوانات الرخوية الأحفورية في صخور طفل برجس في كندا. وفي العصر الحالي، تعرف الباحثون على عدة أنواع من الأحافير مثل الحيوانات التي تنتمي لطبقة نوع طفل برجس في كندا، لكن تاريخ مجموعات كثيرة من الحيوانات الرخوة لا يزال غير مفهوم.